# Биг-Сайпресс (индейская резервация)
Биг-Сайпресс (англ. Big Cypress Indian Reservation) — индейская резервация племени семинолов в южной части штата Флорида, США. Является крупнейшей из пяти резерваций семинолов в штате.

## История
Индейская резервация Биг-Сайпресс была создана в 1938 году федеральным правительством США в соответствии с Законом о реорганизации индейцев, принятом Конгрессом США во время правления президента Франклина Делано Рузвельта.

## География
Резервация расположена в юго-восточной части округа Хендри и на северо-западе округа Брауард, на юге штата Флорида. Она расположена на Приатлантической низменности, к югу от озера Окичоби и к западу от города Уэстон.
Общая площадь резервации составляет 213,676 км², из них 213,414 км² приходится на сушу и 0,262 км² — на воду.

## Демография
Согласно федеральной переписи населения 2020 года в резервации проживало 239 человек, насчитывалось 214 домашних хозяйств и 148 жилых домов. Средний доход на одно домашнее хозяйство в индейской резервации составлял 46 875 долларов США. Около 13,9 % всего населения находились за чертой бедности, в том числе ни одного, кому ещё не исполнилось 18 лет, и 6,8 % старше 65 лет.
Расовый состав распределился следующим образом: белые — 93 чел., афроамериканцы — 12 чел., коренные американцы — 54 чел., азиаты — 1 чел., океанийцы — 0 чел., представители других рас — 38 чел., представители двух или более рас — 41 человек; испаноязычные или латиноамериканцы любой расы составили 93 человека. Плотность населения составляла 1,12 чел./км².